# ۷٬۱۲–دی‌متیل‌بنزانتراسین
۷،۱۲-دی‌متیل‌بنزانتراسین (به انگلیسی: 7,12-Dimethylbenz(a)anthracene) با فرمول شیمیایی C۲۰H۱۶ یک ترکیب شیمیایی با شناسه پاب‌کم ۶۰۰۱ است. که جرم مولی آن ۲۵۶٫۳۴۱۰۴ گرم بر مول می‌باشد. 